# 小渕宏二
小渕 宏二（おぶち こうじ、1974年11月4日 - ）は、クルーズ株式会社社長。群馬県出身。

## 来歴
高校卒業後、東京YMCA国際ホテル専門学校に入学。卒業後はホテルマン、セールスマンなどを経て、2001年に有限会社ウェブドゥジャパンを設立。2002年に組織変更を行い、株式会社ウェブドゥジャパンを設立。2005年にはライブドアと提携して携帯電話向けポータルサイト「携帯版　livedoor」においてロボット型検索サービスを開始した。2007年2月14日に大阪証券取引所ジャスダック（旧：ヘラクレス市場）へ上場。2009年に社名をクルーズ株式会社へ商号変更し、2011年にはジャスダックTOP20銘柄に選出される。